# Carex felixii
Carex felixii är en halvgräsart som beskrevs av L.C.Lamb. Carex felixii ingår i släktet starrar, och familjen halvgräs. Inga underarter finns listade i Catalogue of Life.